# Pleurothallis platystachys
Pleurothallis platystachys là một loài thực vật có hoa trong họ Lan. Loài này được Regel miêu tả khoa học đầu tiên năm 1888.